# Euryphymus kalahariensis
Euryphymus kalahariensis är en insektsart som beskrevs av Barker 1985. Euryphymus kalahariensis ingår i släktet Euryphymus och familjen gräshoppor. Inga underarter finns listade i Catalogue of Life.